# Georg Britting
Œuvres principales
Lebenslauf eines dicken Mann, der Hamlet hiess (1932)
Georg Britting, né le 17 février 1891 à Ratisbonne et mort le 27 avril 1964 à Munich est un écrivain allemand, représentant de l’expressionnisme littéraire allemand.

## Biographie
Georg Britting se joint au mouvement expressionniste en écrivant des drames  pour le théâtre après son retour de la Première Guerre mondiale. Sa pièce en un acte, Der Mann im Mond date de 1920. Il édite avec Josef Achmann une revue, Die Sichel, mais à cette époque l'expressionnisme littéraire touche déjà à sa fin. Britting continue à écrire en essayant de garder des traits de langue de ce style littéraire. Son œuvre la plus connue est le roman de 1932, Lebenslauf eines dicken Mann, der Hamlet hiess.
Son buste se trouve à la Ruhmeshalle de Munich.

## Ouvrages
- 1920, Der Mann im Mond, drame, Die kleinen Saturnbücher, 41, Heidelberg, H. Meister
- 1932, Lebenslauf eines dicken Mann, der Hamlet hiess, roman, Munich, Langen-Müller

## Sources
- (de) Horst Denkler, 1983, Einakter und kleine Dramen des Expressionismus, Stuttgart, Reclam.